# Per-Olof Ostrand
Per-Olof Ostrand (Suecia, 13 de junio de 1930-26 de octubre de 1980) un nadador sueco especializado en pruebas de estilo libre media distancia, donde consiguió ser medallista de bronce olímpico en 1952 en los 400 metros.

## Carrera deportiva
En los Juegos Olímpicos de Helsinki 1952 ganó la medalla de bronce en los 400 metros estilo libre, con un tiempo de 4:35.2 segundos, tras el francés Jean Boiteux y el estadounidense Ford Konno.
Y en el campeonato europeo de Monte Carlo de 1947 ganó el oro en los relevos de 4x200 metros estilo libre, al igual que en el campeonato europeo de Viena de 1950.